# 津田卓也
津田 卓也（つだたくや、1965年6月10日 - ）は、日本の元俳優で実業家。

## 略歴・人物
京都市左京区に生まれ、山科区で幼少期を過ごす。17歳の時に高校を中退し、単身で東京都練馬区のアパートに移り住む。その後、映画の専門学校に通いながら様々なアルバイトを経験。半年で専門学校をやめ、舞台演出の先輩の元でアルバイトを始める。20歳の時に高取英主宰の劇団『月蝕歌劇団』に入団し、主演俳優として複数の舞台に出演した。テレビや映画にも進出し、出演作としてフジテレビジョンの連続ドラマ「悪魔のKISS」、同局の特別番組「美味しんぼ」、北野武監督の「ソナチネ」（クラブのボーイ 役）などがある。
20代後半にアルバイトをしていたブックオフコーポレーションに入社。アルバイトスタッフとして好業績に貢献しMVPに選出される。後に正社員になり関東圏東京のエリアマネージャーを歴任する。多忙により体を壊し入院。病床で将来のことを考え、一念発起して起業を決意する。2002年にブックオフコーポレーションを退社後、企業資金集めとサービス業の習得のため、広尾の飲食店で働く（2005年退社）。
2005年、人材マネジメント会社Cube Rootsを設立して、他の研修会社外部登録講師に登録する。2007年11月にCube Rootsを株式会社に変更し、新体制で本格始動。一般的なクレーム対応に加え、近年社会問題化している教育型・病的クレームなどの悪質クレームにも対応できる研修を行う。「研修はエンターテイメント」という考え方の元に、「多くの人の心に進化の火をともす！」をモットーにして研修を行っている。自身の経験を踏まえた研修で、リピーター率100％を叩き出す好評ぶり。Cube Rootsの代表取締役を務めながら、自らも研修講義に登壇し、その実績数は国内随一で年間200回を超えている。2016年には、国内最速でセミナー受講者数10万人を突破しており、2024年時点で全国約15万人もの研修生を育成している。

### 人生のターニングポイント（会社Cube Roots設立のきっかけ）
ブックオフコーポレーション入社後、正社員になり、売上げ一位の店長の後任となる。しかし思うように業績が伸びずに悩み苦しんだ。その際、アルバイト時代の上司からのアドバイスを受けて社内体制を見直すことにした。結果として、スタッフの教育や評価基準を見直すことで業績が向上。自らも熱心な声掛けやアドバイスを行うことで社員に自信がつき、社内環境も大幅に改善した。これによる好循環で、前年対比売上150％以上を3度達成。4年間前年比を割ることなく目標達成を続けた。非常に内向的で自分に自信が無かった社員も、津田の教育を受けて性格が明るくなり、自分に自信がついた。その社員が退職した際に、泣きながら感謝の意を述べた。これらの経験をきっかけに、人に喜びと感動、自信を与えたいと考えるようになり、人を育てる仕事をするために会社Cube Rootsを起業することになる。

### 研修内容
研修内容は、クレーム対応・カスハラ対策・メンタルヘルス・接遇・部下育成・リーダーシップ・フォロワーシップ・メンター・チューター・コーチングなどを実施している。特にクレーム対応研修は好評で、研修の一番のテーマは「対人のクレーム対応力を上げる事」であるとしている。研修では実際のクレーム事例を元にしながらロールプレイングを繰り返すことでクレーム対応力を鍛えることができる。研修の6割以上を自治体や官公庁で行っている。津田は『クレーム対応研修の模擬講義』にて、一般的なクレームというのは、お客様が望んでいるものとのギャップから生まれてくると主張する。クレームにも４つの種類があり「一般的なクレーム」「こじれたクレーム」「悪意のクレーム」「特殊クレーム」「カスハラ」がある。クレームをこじらせないためには、初動の対応が肝心であるとしている。クレーム対応は感覚的ではなく、基準を設けて相手によって対応を変えるべきであると主張する。そのためには会社側がクレーム対応の基準を設ける必要があると説明し、研修で具体的な基準の設け方を教えている。

### 登壇実績
- 金融庁
- 国立国会図書館
- 日本政策投資銀行
- 国立美術館
- 日本貿易機構（JETRO）
- 日本原子力研究開発機構
- 日本学生支援機構
- 静岡総合研究機構
- 統計センター
- 市町村アカデミー
- 千葉県自治研修センター
- 伊勢志摩地区市町村協議会
- 熊本県庁
- 福岡市
- 佐野市
- 柏市
- 佐倉市
- 武蔵野市
- 吹田市
- さいたま市
- 宇都宮市
- 松阪市
- 島田市
- 高松市
- 葛飾区
- 江戸川区
- 豊島区その他多数
- 日興ビジネスシステムズ
- ジェイアール東日本パーソネルサービス
- 小田急トラベル
- 京成電鉄
- 西武鉄道
- 中央自動車工業
- BMW
- 日立化成工業
- NTTドコモ東海
- 伊藤忠商事
- GEマネー
- キリンビジネスシステム
- VSN
- キヤノンビジネスサポート
- ジョンソンエンドジョンソン
- INAX
- 資生堂
- 伊勢丹
- SMBCコンサルティング
- スプリームシステムコンサルティング
- シーイーシー
- CSKシステムズ
- 田辺製薬
- 中央コンピューター
- 日建リース工業
- アットホーム
- 豊通リビング
- リプラス
- アグレックス
- 玉川病院
- アイネス
- PFUその他多数
- 研修会社公開講座（東京・名古屋）
- 研修会社講師勉強会（育成講師多数）

## 著書の発行と読者の反応
2016年に「自分とは何か」の問いに答える小説仕立ての自己啓発本『自分の心の檻から脱出するたった3つのこと』を出版。一般的な自己啓発本とは異なり、ストーリー仕立てで読者の心に響きやすい内容となっている。Amazonランキングでも１位を獲得。作中では、自分を見失っている人のことをアイアンマスクとよび、内面と他人から見た自分とのギャップによって苦しみ、心身が壊れていくと指摘。本書には「何をすべきか」についても詳しく書かれているため、実践しやすい本であると評価を得ている。
2017年に自身の本『どんなクレームも絶対解決できる！』を出版。Yahoo!ニュース、東洋経済オンラインなど数々のメディアで紹介された。本書には、鉄道、飲食店、IT業界、金融、官公庁など、様々な業界で10年以上にわたり実施してきたクレーム対応研修のノウハウを詰め込んでいる。読者からも「胸の中で響くような言葉の数々が書かれている」「実践的なノウハウが網羅されている」「管理職にも読んでもらいたい本」などの評価を得ている。
同年12月に恋愛群像小説『永遠と刹那の交差点に、君はいた。』を出版。本書は小説デビュー作で、クレーム対応研修を普段行っている津田ならではの視点で書かれており、心に響くストーリーだと評価を得ている。
2020年1月に『なぜか印象がよくなるすごい断り方』を出版。本書では、クレーム対応に限らずあらゆる場面で役に立つ「断り方」について書かれている。クレーム対応が上手な人は断ることも上手であるとし、断り方が上手くなれば信頼性も上がり、印象も良くなると説明している。自身の経験を元に具体的に書かれており、実際に成功したとの声も複数上がっている。
2024年6月に『カスハラ、悪意クレームなど ハードクレームから従業員・組織を守る本』を出版。本書では、クレーム対応の中でもハードな「カスタマーハラスメント」「不当要求」に対する対処法を解説している。一般的なクレームとは異なり、真摯に対応してはいけないのが悪意クレームであるとし、間違った対処法を行うと問題が長期化したり、解決がむずかしくなることがあると指摘する。実践的な対処法はもちろん、行ってはいけない対応や、知らずに法に触れてしまうような対応についても書かれているので、接客業に携わっている読者やカスハラに悩んでいる読者から「自分を守るために早く読んでおきたかった」などの声が上がっている。

## メディア出演
フジテレビ『バイキング』、テレビ東京『解禁! 暴露ナイト』、テレビ東京『ワールドビジネスサテライト』、2024年 NHK『あさイチ』テレビ大阪『さらばのこの本だれが書いとんねん』、2025年 ABEMA TV『チャンス学校チェンジ科』に出演、等

## 著書
- 『どんなクレームもゼッタイ解決できる本―クレームとはビジネスチャンスの宝庫』あさ出版、2009年4月（改訂版・2017年5月）
- 『自分の心の檻から脱出するたった3つのこと』ぱる出版、2016年7月
- 『永遠と刹那の交差点に 君はいた』幻冬舎、2017年12月（小説）
- 『なぜか印象がよくなるすごい断り方』サンマーク出版、2020年1月
- 『カスハラ、悪意クレームなど ハードクレームから従業員・組織を守る本』あさ出版、2024年6月

## 舞台
- 月蝕忌実行委員会『盲人書簡-上海篇-』（2024年11月22日 - 11月24日、オメガ東京）

## DVD
- 『隔週刊 東宝特撮映画DＶDコレクション(62)[ミカドロイド]』（2012年1月） -利重 役
- 『ソナチネ』（1993年6月）

## テレビドラマ
- 『私はのぞかれている』
- 『渋谷・青春坂・ラブホテル』
- 『戦艦大和』
- 『世にも奇妙な物語　冬の特別編』
- 『女正月』
- 『世にも奇妙な物語　春の特別編』
- 『世にも奇妙な物語(2)』
- 『世にも奇妙な物語　秋の特別編』
- 『美味しんぼ2』 -岡星良三 役